# Андреас Корнелиус
Андреас Корнелиус (на датски: Andreas Cornelius) е датски футболист, нападател, който играе за Парма под наем от Аталанта.

## Кариера

### ФК Копенхаген
Корнелиус изиграва първия си мач в Датска суперлига на 9 април 2012 г., влизайки като резерва на мястото на Сезар Сантин срещу АГФ Орхус.
Преди това Корнелиус се присъединява към първия отбор в подготвителни лагери през юли 2011 г. и януари 2012 г.
На 20 май 2012 г. е обявено, че Корнелиус ще се присъедини към първия отбор за постоянно, в началото на предстоящия сезон, заедно с Кристофър Ремер и Якоб Буск.
Той вкарва първия си гол за Копенхаген срещу Митюлан в първия мач от новия сезон 2012/13. Отбелязва и победния гол срещу Молде в Лига Европа на 20 септември.
Корнелиус е награден за играч на месеца в датската Суперлига на 7 октомври 2012 г. На 15 април 2013 г., Корнелиус отбелязва победният трети гол за победата с 3:2 срещу Норшелан. Това дава на Копенхаген 10 точки преднина в първенството, и е от решаващо значение за спечелването на титлата.
Въпреки че Корнелиус играе само един пълен сезон с отбора, той бързо се превръща в един от най-популярните играчи на клуба, като фланелките с неговото име и номер са най-популярни, продажбата им е около 40% от всички фланелки.

### Кардиф Сити
На 27 юни 2013 г. Кардиф Сити обявява, че подписва договор с Корнелиус за рекордна сума за клуба. Информациите от Дания предполагат трансфер в размер на 75 милиона датски крони (около £8 милиона). На 1 юли Корнелиус преминава медицински тестове и подписва петгодишен договор с клуба, казвайки: „Това е голямо предизвикателство и това е един много вълнуващ проект, който се прави в Кардиф Сити“. Двадесет и три дни по-късно, той прави дебюта си в приятелска среща срещу Форест Грийн Роувърс, като отбелязва гол за победата с 4:3. Въпреки това, претърпява незначително нараняване на глезена си по време на тренировка през следващата седмица, и пропуска първият мач на отбора във Висшата лига, срещу Уест Хем на 17 август.
Корнелиус прави дебют за Кардиф на 25 август срещу Манчестър Сити, влизайки като резерва в добавеното време на мястото на Фрейзър Кембъл, който вкарва два пъти за 3:2 при домакинската победа. Три дни по-късно, в мач срещу Акрингтън Стенли от Карлинг къп, Корнелиус започва титуляр при победата с 2:0. Травмата на глезена му се влошава и той е изнесен на носилка. Контузията се оказва по-тежка от очакваното и оставя Корнелиус извън терените за следващите три месеца, което означава, че той пропуска 10 мача за Кардиф, както и възможността да се състезава за Дания в оставащите квалификационни мачове за Мондиал 2014 в Бразилия.

### ФК Копенхаген
На 31 януари 2014 г., Корнелиус се завръща в Копенхаген за неназована сума, но Кардиф твърди, че губят голяма част от парите, които плащат за него. Той вкарва хеттрик в първия си мач отново за Копенхаген в приятелска среща срещу Слован Либерец. На 23 февруари 2014 г. Корнелиус подписва отново с клуба. Приключва първата половина на сезона с 5 гола в 13 мача. На 13 април 2015 г. претърпява ужасяваща контузия на глезена по време сблъсъка от суперлигата срещу Силкебор ИФ, която го изважда от строя за остатъка от сезона.

### Аталанта
На 2 май 2017 г. е съобщено, че Корнелиус е закупен от Аталанта за €3.5 млн.

## Отличия

### ФК Копенхаген
- Датска суперлига (3): 2012/13, 2015/16, 2016/17
- Носител на Купата на Дания (3): 2015, 2016, 2017

### Индивидуални
- Златна обувка на Датска суперлига (1): 2012/13[15]
- Футболист на годината на Датска суперлига (1): 2012/13
- Датски талант на годината (1): 2012/13[16]